# Gauliga Südwest-Mainhessen 1939/40
De Gauliga Südwest-Mainhessen 1939/40 was het zesde voetbalkampioenschap van de Gauliga Südwest-Mainhessen, officieel nu Bereichsklasse Südwest. Na één speeldag brak de Tweede Wereldoorlog uit en werd de competitie stilgelegd tot 26 november. De competitie werd hierdoor opgesplitst in kleinere groepen.  
Kickers Offenbach werd kampioen en plaatste zich voor de eindronde om de Duitse landstitel, waar de club laatste werd in de groepsfase. 

## Eindstand

### Groep Mainhessen
| Plaats | Club                     | Wed. | W  | G | V  | Saldo | Ptn.  |
| ------ | ------------------------ | ---- | -- | - | -- | ----- | ----- |
| 1.     | Offenbacher FC Kickers   | 12   | 10 | 1 | 1  | 41:09 | 21:3  |
| 2.     | SG Eintracht Frankfurt   | 12   | 11 | 0 | 7  | 28:17 | 19:5  |
| 3.     | FSV Frankfurt            | 12   | 7  | 0 | 5  | 33:27 | 14:10 |
| 4.     | SV Wiesbaden 1899        | 12   | 3  | 3 | 6  | 22:28 | 9:15  |
| 5.     | FC Union Niederrad 07    | 12   | 3  | 2 | 7  | 23:29 | 8:16  |
| 6.     | RTuSV Rot-Weiß Frankfurt | 12   | 3  | 1 | 8  | 15:37 | 7:17  |
| 7.     | SC Opel Rüsselsheim      | 12   | 6  | 2 | 10 | 23:28 | 6:18  |

|  | Geplaatst voor finale       |
|  | Degradatie naar Bezirksliga |

### Groep Saarpfalz
| Plaats | Club                     | Wed. | W | G | V  | Saldo | Ptn.  |
| ------ | ------------------------ | ---- | - | - | -- | ----- | ----- |
| 1.     | 1. FC Kaiserslautern     | 12   | 8 | 3 | 1  | 62:24 | 19:5  |
| 2.     | Borussia VfB Neunkirchen | 12   | 9 | 1 | 2  | 31:15 | 19:5  |
| 3.     | VfR Frankenthal          | 12   | 6 | 1 | 5  | 32:29 | 13:11 |
| 4.     | TSG 1861 Ludwigshafen    | 12   | 5 | 2 | 5  | 30:25 | 12:12 |
| 5.     | RTuSV Wormatia Worms     | 12   | 5 | 2 | 5  | 38:42 | 12:12 |
| 6.     | FK Pirmasens             | 12   | 3 | 1 | 8  | 21:37 | 7:17  |
| 7.     | GfL Darmstadt            | 12   | 1 | 0 | 11 | 07:69 | 2:22  |

|  | Play-off finale             |
|  | Degradatie naar Bezirksliga |

Play-off
|  |                      |       |                          |  |
|  | 1. FC Kaiserslautern | 4 – 1 | Borussia VfB Neunkirchen |  |
|  |                      |       |                          |  |

### Wedstrijd om de titel
Heen
|               |                      |      |                        |                                                |
| 14 april 1940 | 1. FC Kaiserslautern | 1– 1 | Offenbacher FC Kickers | Betzenberg, Kaiserslautern Toeschouwers: 8.000 |
| 14 april 1940 |                      |      |                        | Betzenberg, Kaiserslautern Toeschouwers: 8.000 |

Terug
|               |                        |       |                      |                          |
| 21 april 1940 | Offenbacher FC Kickers | 6 – 3 | 1. FC Kaiserslautern | Bieberer Berg, Offenbach |
| 21 april 1940 |                        |       |                      | Bieberer Berg, Offenbach |

## Promotie-eindronde

### Groep Oost
| Plaats | Club                        | Wed. | Saldo | Ptn.  |
| ------ | --------------------------- | ---- | ----- | ----- |
| 1.     | VfL Germania 1894 Frankfurt | 6    | 16:10 | 08:04 |
| 2.     | VfB 1900 Offenbach          | 6    | 16:08 | 07:05 |
| 3.     | Hassia Bingen               | 6    | 15:23 | 05:07 |
| 4.     | BSG Adlerwerke Frankfurt    | 6    | 12:18 | 04:08 |

|  | Promotie naar Gauliga Südwest-Mainhessen 1940/41 |

### Groep West
| Plaats | Club                | Wed. | Saldo | Ptn.  |
| ------ | ------------------- | ---- | ----- | ----- |
| 1.     | Mundenheimer SpVgg  | 5    | 24:02 | 09:01 |
| 2.     | SV Darmstadt 98     | 6    | 13:14 | 06:06 |
| 3.     | TSG Kaiserslautern  | 5    | 09:17 | 04:06 |
| 4.     | Olympia Lampertheim | 5    | 09:22 | 03:09 |